# Parque nacional de Maiko
El Parque nacional de Maiko (en francés: Parc national de la Maiko) es un espacio protegido en la República Democrática del Congo. Se encuentra en una de las zonas boscosas más remotas del país y cubre 10 885 kilómetros cuadrados. El parque está dividido en tres sectores, entre los estados de Kivu del Norte, la Provincia Oriental y Maniema. Tres de las especies de animales endémicos del país se encuentran aquí: el gorila de Grauer, el okapi y el pavo real del Congo. Maiko es también un sitio importante para la conservación del elefante africano de la selva, el chimpancé oriental y la gineta endémica acuática.